# Ljudevit Gaj
Ljudevit Gaj, hrvaški jezikoslovec, politik, novinar in pisatelj, * 8. avgust 1809, Krapina, Zagorje, † 20. april 1872, Zagreb.
Bil je osrednja oseba ilirskega gibanja in izumitelj pisave, ki se po njem imenuje gajica. Gajevo najpomembnejše delo je knjiga Kratka osnova horvatsko-slovenskog pravopisanja, ki je izšla leta 1830 v dvojezični obliki (ogrska slovenščina/nemščina). V knjigi je predstavil svoje ideje za nov ilirski pravopis in pisavo, ki se je je prijelo ime gajica. Ta pisava se je kmalu uveljavila tudi med Slovenci. 
Januarja 1835 je oblast Gaju dovolila, da je začel izdajati časopis Novine Horvatske z literarno prilogo Danica Horvatska, Slavonska i Dalmatinska. V začetku leta 1836 sta se preimenovala v Ilirske narodne novine in Danica Ilirska, v skladu z Gajevo idejo ilirizma.